# O Amor É um Sonho
O Amor É um Sonho é uma minissérie portuguesa do género comédia romântica, escrita por Diogo Tomás,  transmitida pela TVI de 28 de maio de 2011 a 4 de junho, num total de 4 episódios.

## Enredo
Lídia é uma jovem mulher desacreditada no amor, que vive confortável no meio do stress que se estende à sala de redação onde diverte os colegas com o seu sarcasmo, aos eventos sociais que frequenta e ao caos da sua casa. Lídia ridiculariza as ideias românticas e está constantemente a desacreditar as histórias sentimentais da amiga Amélia que, contudo, acredita haver um coração de manteiga por detrás da fachada fria e pragmática de Lídia.
J
Um dia, Lídia assiste a uma palestra de Vasco, um ativista que a fascina instantaneamente. Quando Vasco sai da sala, Lídia tenta levantar-se mas desmaia. Amélia aconselha-a a ir ao médico, mas as análises não acusam nada. Lídia escreve um artigo inspirador sobre o discurso de Vasco e, após ter sido publicado, recebe flores do ativista, assim como um convite para uma outra palestra. Lídia não falta. Mais uma vez, fica deslumbrada e desmaia quando Vasco lhe diz “Olá!”.
Lídia consulta uma Psicóloga, que chega à conclusão de que Lídia está apaixonada. Lídia acha o diagnóstico ridículo e discute com a Psicóloga, mas a médica é clara: Lídia sofre de narcolepsia catalepsia, ou seja, adormece quando se exalta ou emociona e, no caso, é claro que a emoção que sente se deve à sua paixão por Vasco.
Lídia fica angustiada porque quer aproximar-se de Vasco mas o seu corpo falha quando isso está prestes a acontecer. Vasco começa a nutrir não só uma preocupação como um fascínio por Lídia. Cansada desta nova perturbação que sente na sua vida, Lídia anuncia a Vasco que não o quer ver mais. Vasco insiste, mas Lídia resiste. Com o afastamento, a vida de Lídia a princípio parece melhorar pois já não desmaia. Contudo, numa sessão com a psicóloga, esta pergunta-lhe se o facto de ter deixado de ter desmaios a torna mais feliz. Nos dias seguintes, Lídia adoece e deixa de ir à redação, passando a escrever a partir de casa. É a amiga Amélia que acaba por a visitar e a tenta tirar da apatia. Lídia resiste e centra-se apenas em si mesma e volta a trabalhar como dantes.
Quando Lídia sabe por terceiros que Vasco desistiu das causas que defendia por estar com uma depressão, sente-se culpada e decide intervir. Tenta contactá-lo mas sem sucesso, até que decide ir à sua casa onde um vizinho a informa que ele foi de viagem e não deve voltar. Lídia e Amélia apressam-se para apanhar Vasco no aeroporto. Quando o encontra e se prepara para revelar o seu segredo, Lídia desmaia e adormece.
Lídia acorda e Vasco está com ela. Amélia explicou-lhe a situação e está ali para apoiar Lídia. Por muito que adormeça, sabe que o tem ali ao lado.
Lídia e Vasco tornam-se um casal feliz, aprendendo a lidar com as peripécias que resultam dos desmaios de Lídia. Até ao dia em que os desmaios escasseiam. Lídia consulta a psicóloga e expõe o seu dilema: se não desmaia é porque já não o ama? A psicóloga explica-lhe a diferença entre amor e paixão e a inevitabilidade da rotina.
Lídia e Vasco conversam sobre a falta de desmaios. Ele quer que ela desmaie, por mais estranho que isto possa parecer, e ela também. Decidem que têm de fazer algo por isso e Vasco pergunta se podem começar imediatamente e pede-a em casamento, entregando-lhe um anel. Lídia desmaia…

## Elenco
- Sara Prata - Lídia Duarte
- José Carlos Pereira - Vasco Ramos
- Rita Martins - Amélia Valentim
- Rodrigo Saraiva - Hélder
- Cristóvão Campos - Artur